# توني كريغ
توني كريغ (بالإنجليزية: Tony Greig) (6 أكتوبر 1946 في جنوب أفريقيا - 29 ديسمبر 2012 في أستراليا) هو لاعب كريكت جنوب أفريقي. شارك مع منتخب إنجلترا للكريكت. أما مع النوادي، فقد لعب مع نادي مقاطعة ساسكس للكركيت ‏ وBorder cricket team ‏ وEastern Province cricket team ‏.

## وصلات خارجية
- توني كريغ على موقع IMDb (الإنجليزية)

- توني كريغ على موقع إي آس بي آن كريك إنفو (الإنجليزية)